# Андрусон, Леонид Иванович
Леонид Иванович Андрусон (1875, Гунгербург, Эстляндская губерния — 1930, Ленинград) — русский поэт, шведо-финн по происхождению.

## Биография
Леонид Андрусон родился в 1875 году в Гунгербурге. Учился в нарвской гимназии, откуда при переходе в VIII класс был исключен за чтение запрещённых книг. Обучался переплётному мастерству, получил диплом на звание переплётных дел мастера. В 1897 году был арестован[почему?].
Переводами из Гейне и Баумбаха начал свою литературную деятельность в 1899 году в «Журнале для всех», с которым сотрудничал до его закрытия. Его стихотворения печатались в «Вестнике Европы», «Русском Богатстве», «Мире Божьем», «Образовании», «Пробуждении», «Ниве» и в альманахах. Первый сборник «Сказка любви» вышел в 1908 году. Второй — «Тишина» — в 1922 году.
На поэзии Леонида Андрусона лежит яркий отпечаток времени с его политическими тревогами и общественной лихорадочной деятельностью, с новыми веяниями в литературе; но если в поэзии Андрусона отразился модернизм, то декадентство нимало не коснулось её. Андрусон, по преимуществу, лирик, любящий и понимающий природу и вечную её красоту, в соединении с любовью к человеку. В отроческие и юношеские годы пользовался неограниченной свободой и, по его собственным словам, рос «уличным мальчиком, вернее — лесным, полевым и речным». Это сильно сказалось и на его поэзии, от которой веет волей и живым чувством природы. На стихи Андрусона написано несколько романсов.
Андрусон постоянно занимался поэтическим переводом: Роберта Бёрнса и Джона Китса, Р. Шаукаля и Р. Демеля; переводы с эстонского и финского языков.
Старший брат Леонида Андрусона, доктор Владимир Иванович Андрусон, заведовал лепрозорием в Веймарне под Петербургом. Иногда братья выпускали совместные переводы: «Саломея» Оскара Уайльда, «Паоло и Франческа» Стивена Филлипса и др.
Леонид Андрусон был дружен с Александром Грином. В 1910 году Грин некоторое время скрывался в лепрозории от ареста под фамилией Мальгинов. Возможно, его впечатления от пребывания в колонии прокажённых отразились в рассказе «Колония Ланфиер».